# کرامت‌الله میرزا
کرامت‌الله میرزا (به تاجیکی: Кароматуло Мирзо) از نویسندگان معاصر تاجیکستان بود که بیشتر به خاطر رمان سه‌گانه خود «در آرزوی پدر» مشهور شد. وی برندهٔ جایزه ادبی دولتی رودکی در تاجیکستان شد.

## پیشینه
کرامت‌اللّه میرزا سال ۱۹۴۱ در روستای «نیلکان»، از حوالی شهر دوشنبه به دنیا آمد. پدرش کارمند بود. پس از پایان دبیرستان، رشتهٔ زبان و ادبیات فارسی تاجیکی را در دانشگاه دولتی آموزگار شهر دوشنبه به پایان برد.
کرامت‌اللّه میرزا چندی آموزگاری کرد و سپس به روزنامه‌نگاری و نویسندگی پرداخت؛ با نشریه‌هایی مانند پیانیر تاجیکستان، جوانان تاجیکستان، تاجیکستان شوروی، و معارف همکاری نمود. او سردبیری انتشارات دولتی ادیب را نیز برعهده داشت.
رمان «در آرزوی پدر» که از روی آن فیلمی نیز در تاجیکستان ساخته شده رویدادهایی دومرحله‌ای یعنی دوران شوروی و سال‌های تازه‌آرام پس از استقلال را در سیمای یک خانواده جوان به تصویر می‌کشد.
رمان «در آرزوی پدر «در تهران نیز، از طریق انتشارات سروش، به چاپ رسید.
فهرست مختصری از آثار او این است:
- ۱-ستارهٔ امید (۱۳۷۸)
- ۲-معاش اول (۱۹۸۲)
- ۳-شبی در کبود جر (۱۹۸۴)
- ۴-درد عشق (۱۹۸۶)
- ۵-سرود محبّت (۱۹۸۸)
- ۶-در آرزوی پدر.

## مشخصات نشر
- م‍ی‍رزا، ک‍رام‍ت‌ال‍ل‍ه، در آرزوی پ‍در(۲ ج در ی‍ک م‍ج‍ل‍د)، ت‍ه‍ران: س‍روش (ان‍ت‍ش‍ارات ص‍دا و س‍ی‍م‍ا)، ۱۳۸۲.